# Malaltia de Salla
La malaltia de Salla, també anomenada malaltia de dipòsit d'àcid siàlic lliure, en una malaltia hereditària que es transmet segons un patró autosòmic recessiu. S'inclou dins del conjunt de trastorns anomenats malalties per dipòsit lisosòmic i provoca una important discapacitat i retard mental en els nens afectats. La primera descripció va ser realitzada l'any 1979. La seva freqüència és molt baixa, la major part dels casos es produeixen a Finlàndia i Suècia, és una de les malalties d'herència finlandesa. El nom de l'afecció procedeix de la ciutat de Salla a la Lapònia finlandesa, on es van detectar els primers casos.

## Genètica i causa
És causada per una mutació en el gen SLC17A5 situat en el cromosoma 6 humà (6q14-15). Aquest gen codifica la sialina, una proteïna transportadora d'àcid siàlic que es localitza en la membrana del lisosoma i té la funció de transportar l'àcid siàlic lliure (àcid N-acetilneuramínic) fora de l'estructura del lisosoma, en alterar-se la funció de la sialina es produeix una acumulació d'àcid siàlic a l'interior de la cèl·lula.

## Diagnòstic
El diagnòstic se sospita pels símptomes i els antecedents familiars, es confirma mitjançant la determinació dels nivells d'àcid siàlic lliure en orina que estan molt augmentats.

## Tractament
No existeix un tractament específic que guareixi l'afecció. Les mesures terapèutiques es basen en procediments generals per millorar els símptomes i les seves conseqüències.